# Ічері-Шехер (станція метро)
40°23′43″ пн. ш. 49°52′56″ сх. д. / 40.39528° пн. ш. 49.88222° сх. д.
«Ічері Шехер» (азерб. İçәri Şәhәr) — кінцева станція першої лінії Бакинського метрополітену, розташована після станції «Сахіл». До 2008 року станція мала назву «Баки Совєти».
Станція відкрита 6 листопада 1967 року в складі першої черги «Ічері Шехер» - «Наріман Наріманов».
Вестибюль наземний у вигляді скляної піраміди. Усередині вестибюля, як і на всіх станціях глибокого закладення, два зали: касовий і ескалаторний. «Ічері Шехер» — найближча до історичної частини міста станція метро, саме з цим пов'язана її нова назва (Старе місто).
Колійний розвиток — перед станцією розташовано з'їзд з другої колії на першу, бо з'їзд не перехресний, першу колію з моменту відкриття станції не використовують, всі поїзди прибувають і вирушають тільки з однієї колії. Більш того, міжпілонні проходи на першу колію до реконструкції були перекриті чавунними ґратами.
Перспективи — після 2012 року очікується продовження цієї лінії в південно-західні райони Баку. Таким чином, після станції «Ічері Шехер» є плани побудувати ще 3 нові станції, внаслідок чого розпочнуть використовувати першу колію.
Конструкція станції — пілонна трисклепінна.
Оздоблення — суворе: середньоазійський мармур "Газган" з гамою кольорів — від рожевого до зеленувато-сірого. Своєрідність вестибюля — закарнізне освітлення. При вході у вестибюль розташовано кований щит — герб міста. Стіни станційного залу укладені мармуровими плитами, на яких різьбою зроблені малюнки, що розповідають про досягнення Азербайджану. На торцевій стіні станційного залу, до середини 90-х, стояв двометровий мідний барельєф із зображенням В. І. Леніна, зараз його місце зайняла композиція, присвячена полеглим в боротьбі за незалежність і свободу Азербайджану.